# Dendrochirus barberi
Dendrochirus barberi là một loài cá biển thuộc chi Dendrochirus trong họ Cá mù làn. Loài này được mô tả lần đầu tiên vào năm 1900.

## Từ nguyên
Từ định danh barberi được đặt theo tên của thuyền trưởng Barber, người đã tìm thấy mẫu định danh của loài cá này trong chuyến đi từ Honolulu đến Cape Horn.

## Phân bố và môi trường sống
D. barberi là loài đặc hữu của quần đảo Hawaii và đảo Johnston. Loài này thường sống dưới các mỏm đá trong đầm phá và rạn san hô, được tìm thấy ở độ sâu đến ít nhất là 134 m.

## Mô tả
Chiều dài cơ thể lớn nhất được ghi nhận ở D. barberi là 16,5 cm. Loài này có màu nâu cam hoặc nâu lục, nhiều vạch sọc đen. Các vây nhiều chấm cam.
So về kiểu hình thì D. barberi gần giống nhất với Dendrochirus tuamotuensis, một loài đặc hữu của Tuamotu. D. barberi được xếp vào phức hợp loài Dendrochirus brachypterus, với số lượng vảy cá trên hàng ngang thường là 51, nhiều hơn hẳn so với 39–49 ở các loài còn lại trong phức hợp.
Số gai ở vây lưng: 13; Số tia vây ở vây lưng: 8–10; Số gai ở vây hậu môn: 3; Số tia vây ở vây hậu môn: 5; Số tia vây ngực: thường là 18.

## Sinh thái
D. barberi ẩn mình trong các kẽ đá và hang hốc vào ban ngày.

## Giá trị
D. barberi xuất hiện trong ngành buôn bán cá cảnh.